# Europees kampioenschap voetbal mannen onder 19 - 2008 (kwalificatie)
De kwalificatie voor het Europees kampioenschap voetbal voor mannen onder 18 jaar van 2008 werd gespeeld tussen 24 september 2007 en 31 mei 2008. Er zouden in totaal zeven landen kwalificeren voor het eindtoernooi dat in juli 2008 heeft plaatsgevonden in Tsjechië. Spelers die geboren zijn na 1 januari 1989 mochten deelnemen. Tsjechië hoefde geen kwalificatiewedstrijden te spelen, dit land was als gastland automatisch gekwalificeerd. In totaal deden er 52 landen van de UEFA mee.

## Gekwalificeerde landen
| # | Land        | Gekwalificeerd als          | Beste prestatie                     |
| - | ----------- | --------------------------- | ----------------------------------- |
| 1 | Tsjechië    | Gastland                    | Halve finale (2003 en 2006)         |
| 2 | Engeland    | Eliteronde: Winnaar groep 1 | Tweede (2005)                       |
| 3 | Hongarije   | Eliteronde: Winnaar groep 2 | Debuut                              |
| 4 | Bulgarije   | Eliteronde: Winnaar groep 3 | Debuut                              |
| 5 | Duitsland   | Eliteronde: Winnaar groep 4 | Tweede (2002)                       |
| 6 | Griekenland | Eliteronde: Winnaar groep 5 | Tweede (2007)                       |
| 7 | Italië      | Eliteronde: Winnaar groep 6 | Kampioen (2003)                     |
| 8 | Spanje      | Eliteronde: Winnaar groep 7 | Kampioen (2002, 2004, 2006 en 2007) |

## Kwalificatieronde

### Groep 1
De wedstrijden werden gespeeld tussen 1 november en 6 november in Portugal.
| Pos | Team        | Wed | W | G | V | Ptn | DV | DT | +/− | Kwalificatie              |   | POR | BLR | IRL | AND |
| --- | ----------- | --- | - | - | - | --- | -- | -- | --- | ------------------------- | - | --- | --- | --- | --- |
| 1   | Portugal    | 3   | 3 | 0 | 0 | 9   | 5  | 2  | +3  | Geplaatst voor eliteronde |   | —   | 2–1 | 2–1 | 1–0 |
| 2   | Wit-Rusland | 3   | 2 | 0 | 1 | 6   | 8  | 3  | +5  | Geplaatst voor eliteronde |   | —   | —   | 2–0 | 5–1 |
| 3   | Ierland     | 3   | 1 | 0 | 2 | 3   | 4  | 4  | 0   |                           |   | —   | —   | —   | 3–0 |
| 4   | Andorra     | 3   | 0 | 0 | 3 | 0   | 1  | 9  | −8  |                           | — | —   | —   | —   |     |

### Groep 2
De wedstrijden werden gespeeld tussen 8 oktober en 13 oktober in Hongarije.
| Pos | Team        | Wed | W | G | V | Ptn | DV | DT | +/− | Kwalificatie              |   | HUN | SUI | KAZ | WAL |
| --- | ----------- | --- | - | - | - | --- | -- | -- | --- | ------------------------- | - | --- | --- | --- | --- |
| 1   | Hongarije   | 3   | 3 | 0 | 0 | 9   | 11 | 2  | +9  | Geplaatst voor eliteronde |   | —   | 2–1 | 6–0 | 3–1 |
| 2   | Zwitserland | 3   | 1 | 1 | 1 | 4   | 8  | 4  | +4  | Geplaatst voor eliteronde |   | —   | —   | 6–1 | 1–1 |
| 3   | Kazachstan  | 3   | 1 | 0 | 2 | 3   | 3  | 13 | −10 |                           |   | —   | —   | —   | 2–1 |
| 4   | Wales       | 3   | 0 | 1 | 2 | 1   | 3  | 6  | −3  |                           | — | —   | —   | —   |     |

### Groep 3
De wedstrijden werden gespeeld tussen 12 oktober en 17 oktober in Engeland.
| Pos | Team     | Wed | W | G | V | Ptn | DV | DT | +/− | Kwalificatie              |   | ENG | ISL | BEL | ROM |
| --- | -------- | --- | - | - | - | --- | -- | -- | --- | ------------------------- | - | --- | --- | --- | --- |
| 1   | Engeland | 3   | 3 | 0 | 0 | 9   | 14 | 2  | +12 | Geplaatst voor eliteronde |   | —   | 5–1 | 3–1 | 6–0 |
| 2   | IJsland  | 3   | 2 | 0 | 1 | 6   | 6  | 6  | 0   | Geplaatst voor eliteronde |   | —   | —   | 3–1 | 2–0 |
| 3   | België   | 3   | 1 | 0 | 2 | 3   | 6  | 6  | 0   |                           |   | —   | —   | —   | 4–0 |
| 4   | Roemenië | 3   | 0 | 0 | 3 | 0   | 0  | 12 | −12 |                           | — | —   | —   | —   |     |

### Groep 4
De wedstrijden werden gespeeld tussen 26 oktober en 31 oktober in Luxemburg.
| Pos | Team        | Wed | W | G | V | Ptn | DV | DT | +/− | Kwalificatie              |   | FRA | GRE | SLO | LUX |
| --- | ----------- | --- | - | - | - | --- | -- | -- | --- | ------------------------- | - | --- | --- | --- | --- |
| 1   | Frankrijk   | 3   | 2 | 1 | 0 | 7   | 9  | 2  | +7  | Geplaatst voor eliteronde |   | —   | 2–2 | 2–0 | 5–0 |
| 2   | Griekenland | 3   | 2 | 1 | 0 | 7   | 8  | 3  | +5  | Geplaatst voor eliteronde |   | —   | —   | 1–0 | 5–1 |
| 3   | Slovenië    | 3   | 1 | 0 | 2 | 3   | 3  | 3  | 0   |                           |   | —   | —   | —   | 3–0 |
| 4   | Luxemburg   | 3   | 0 | 0 | 3 | 0   | 1  | 13 | −12 |                           | — | —   | —   | —   |     |

### Groep 5
De wedstrijden werden gespeeld tussen 18 oktober en 23 oktober in Spanje.
| Pos | Team          | Wed | W | G | V | Ptn | DV | DT | +/− | Kwalificatie              |  | ESP | ALB | SRB | LIE |
| --- | ------------- | --- | - | - | - | --- | -- | -- | --- | ------------------------- |  | --- | --- | --- | --- |
| 1   | Spanje        | 3   | 1 | 2 | 0 | 5   | 3  | 1  | +2  | Geplaatst voor eliteronde |  | —   | 2–0 | 1–1 | 0–0 |
| 2   | Albanië       | 3   | 1 | 1 | 1 | 4   | 2  | 3  | −1  | Geplaatst voor eliteronde |  | —   | —   | 2–1 | 0–0 |
| 3   | Servië        | 3   | 1 | 1 | 1 | 4   | 5  | 3  | +2  | Geplaatst voor eliteronde |  | —   | —   | —   | 3–0 |
| 4   | Liechtenstein | 3   | 0 | 2 | 1 | 2   | 0  | 3  | −3  |                           |  | —   | —   | —   | —   |

### Groep 6
De wedstrijden werden gespeeld tussen 12 oktober en 17 oktober in Zweden.
| Pos | Team            | Wed | W | G | V | Ptn | DV | DT | +/− | Kwalificatie              |   | ISR | SWE | FIN | MKD |
| --- | --------------- | --- | - | - | - | --- | -- | -- | --- | ------------------------- | - | --- | --- | --- | --- |
| 1   | Israël          | 3   | 3 | 0 | 0 | 9   | 5  | 0  | +5  | Geplaatst voor eliteronde |   | —   | 1–0 | 1–0 | 3–0 |
| 2   | Zweden          | 3   | 2 | 0 | 1 | 6   | 5  | 2  | +3  | Geplaatst voor eliteronde |   | —   | —   | 2–0 | 3–1 |
| 3   | Finland         | 3   | 1 | 0 | 2 | 3   | 3  | 3  | 0   |                           |   | —   | —   | —   | 3–0 |
| 4   | Noord-Macedonië | 3   | 0 | 0 | 3 | 0   | 1  | 9  | −8  |                           | — | —   | —   | —   |     |

### Groep 7
De wedstrijden werden gespeeld tussen 20 oktober en 25 oktober in Litouwen.
| Pos | Team       | Wed | W | G | V | Ptn | DV | DT | +/− | Kwalificatie              |  | LTU | ARM | POL | SMR |
| --- | ---------- | --- | - | - | - | --- | -- | -- | --- | ------------------------- |  | --- | --- | --- | --- |
| 1   | Litouwen   | 3   | 1 | 2 | 0 | 5   | 7  | 3  | +4  | Geplaatst voor eliteronde |  | —   | 2–2 | 1–1 | 4–0 |
| 2   | Armenië    | 3   | 1 | 2 | 0 | 5   | 3  | 2  | +1  | Geplaatst voor eliteronde |  | —   | —   | 0–0 | 1–0 |
| 3   | Polen      | 3   | 1 | 2 | 0 | 5   | 6  | 1  | +5  | Geplaatst voor eliteronde |  | —   | —   | —   | 5–0 |
| 4   | San Marino | 3   | 0 | 0 | 3 | 0   | 0  | 10 | −10 |                           |  | —   | —   | —   | —   |

### Groep 8
De wedstrijden werden gespeeld tussen 18 oktober en 23 oktober in Georgië.
| Pos | Team      | Wed | W | G | V | Ptn | DV | DT | +/− | Kwalificatie              |   | NOR | NED | LAT | GEO |
| --- | --------- | --- | - | - | - | --- | -- | -- | --- | ------------------------- | - | --- | --- | --- | --- |
| 1   | Noorwegen | 3   | 3 | 0 | 0 | 9   | 6  | 1  | +5  | Geplaatst voor eliteronde |   | —   | 3–1 | 2–0 | 1–0 |
| 2   | Nederland | 3   | 2 | 0 | 1 | 6   | 5  | 4  | +1  | Geplaatst voor eliteronde |   | —   | —   | 2–0 | 2–1 |
| 3   | Letland   | 3   | 1 | 0 | 2 | 3   | 2  | 4  | −2  |                           |   | —   | —   | —   | 2–0 |
| 4   | Georgië   | 3   | 0 | 0 | 3 | 0   | 1  | 5  | −4  |                           | — | —   | —   | —   |     |

### Groep 9
De wedstrijden werden gespeeld tussen 10 oktober en 15 oktober in Bulgarije.
| Pos | Team       | Wed | W | G | V | Ptn | DV | DT | +/− | Kwalificatie              |   | TUR | BUL | DEN | FAR |
| --- | ---------- | --- | - | - | - | --- | -- | -- | --- | ------------------------- | - | --- | --- | --- | --- |
| 1   | Turkije    | 3   | 2 | 1 | 0 | 7   | 5  | 1  | +4  | Geplaatst voor eliteronde |   | —   | 2–0 | 0–0 | 3–1 |
| 2   | Bulgarije  | 3   | 1 | 1 | 1 | 4   | 1  | 2  | −1  | Geplaatst voor eliteronde |   | —   | —   | 1–0 | 2–0 |
| 3   | Denemarken | 3   | 1 | 1 | 1 | 4   | 2  | 1  | +1  |                           |   | —   | —   | —   | 0–0 |
| 4   | Faeröer    | 3   | 0 | 1 | 2 | 1   | 1  | 5  | −4  |                           | — | —   | —   | —   |     |

### Groep 10
De wedstrijden werden gespeeld tussen 30 oktober en 4 november in Cyprus.
| Pos | Team          | Wed | W | G | V | Ptn | DV | DT | +/− | Kwalificatie              |   | SVK | CYP | AUT | NIR |
| --- | ------------- | --- | - | - | - | --- | -- | -- | --- | ------------------------- | - | --- | --- | --- | --- |
| 1   | Slowakije     | 3   | 3 | 0 | 0 | 9   | 9  | 2  | +7  | Geplaatst voor eliteronde |   | —   | 5–1 | 2–0 | 2–1 |
| 2   | Cyprus        | 3   | 1 | 1 | 1 | 4   | 4  | 7  | −3  | Geplaatst voor eliteronde |   | —   | —   | 2–1 | 1–1 |
| 3   | Oostenrijk    | 3   | 1 | 0 | 2 | 3   | 2  | 4  | −2  |                           |   | —   | —   | —   | 1–0 |
| 4   | Noord-Ierland | 3   | 0 | 1 | 2 | 1   | 2  | 4  | −2  |                           | — | —   | —   | —   |     |

### Groep 11
De wedstrijden werden gespeeld tussen 26 oktober en 31 oktober in Moldavië.
| Pos | Team         | Wed | W | G | V | Ptn | DV | DT | +/− | Kwalificatie              |   | UKR | MDA | AZE | SCO |
| --- | ------------ | --- | - | - | - | --- | -- | -- | --- | ------------------------- | - | --- | --- | --- | --- |
| 1   | Oekraïne     | 3   | 3 | 0 | 0 | 9   | 6  | 1  | +5  | Geplaatst voor eliteronde |   | —   | 2–1 | 3–0 | 1–0 |
| 2   | Moldavië     | 3   | 1 | 1 | 1 | 4   | 2  | 2  | 0   | Geplaatst voor eliteronde |   | —   | —   | 0–0 | 1–0 |
| 3   | Azerbeidzjan | 3   | 1 | 1 | 1 | 4   | 2  | 3  | −1  |                           |   | —   | —   | —   | 2–0 |
| 4   | Schotland    | 3   | 0 | 0 | 3 | 0   | 0  | 4  | −4  |                           | — | —   | —   | —   |     |

### Groep 12
De wedstrijden werden gespeeld tussen 24 september en 29 september in Rusland.
| Pos | Team                  | Wed | W | G | V | Ptn | DV | DT | +/− | Kwalificatie              |   | RUS | GER | BIH | EST |
| --- | --------------------- | --- | - | - | - | --- | -- | -- | --- | ------------------------- | - | --- | --- | --- | --- |
| 1   | Rusland               | 3   | 3 | 0 | 0 | 9   | 11 | 2  | +9  | Geplaatst voor eliteronde |   | —   | 3–2 | 1–0 | 7–0 |
| 2   | Duitsland             | 3   | 2 | 0 | 1 | 6   | 15 | 5  | +10 | Geplaatst voor eliteronde |   | —   | —   | 8–1 | 5–1 |
| 3   | Bosnië en Herzegovina | 3   | 0 | 1 | 2 | 1   | 3  | 11 | −8  |                           |   | —   | —   | —   | 2–2 |
| 4   | Estland               | 3   | 0 | 1 | 2 | 1   | 3  | 14 | −11 |                           | — | —   | —   | —   |     |

### Groep 13
De wedstrijden werden gespeeld tussen 10 november en 15 november in Italië.
| Pos | Team       | Wed | W | G | V | Ptn | DV | DT | +/− | Kwalificatie              |   | ITA | CRO | MNE | MLT |
| --- | ---------- | --- | - | - | - | --- | -- | -- | --- | ------------------------- | - | --- | --- | --- | --- |
| 1   | Italië     | 3   | 3 | 0 | 0 | 9   | 8  | 2  | +6  | Geplaatst voor eliteronde |   | —   | 3–1 | 3–1 | 2–0 |
| 2   | Kroatië    | 3   | 2 | 0 | 1 | 6   | 6  | 4  | +2  | Geplaatst voor eliteronde |   | —   | —   | 2–1 | 3–0 |
| 3   | Montenegro | 3   | 1 | 0 | 2 | 3   | 5  | 5  | 0   |                           |   | —   | —   | —   | 3–0 |
| 4   | Malta      | 3   | 0 | 0 | 3 | 0   | 0  | 8  | −8  |                           | — | —   | —   | —   |     |

### Ranking nummers 3
Bij de ranking werd gekeken naar de wedstrijden die de nummers drie in de poule speelden tegen de nummers 1 en 2 uit de groep. De wedstrijden tegen het land dat vierde eindigde werden dus niet meegerekend. De twee beste landen, Polen en Servië, kwalificeerden zich voor de eliteronde.
| Grp | Team                  | Wed | W | G | V | Ptn | DV | DT | +/− | Kwalificatie              |
| --- | --------------------- | --- | - | - | - | --- | -- | -- | --- | ------------------------- |
| 7   | Polen                 | 3   | 1 | 2 | 0 | 5   | 6  | 1  | +5  | Geplaatst voor eliteronde |
| 5   | Servië                | 3   | 1 | 1 | 1 | 4   | 5  | 3  | +2  | Geplaatst voor eliteronde |
| 9   | Denemarken            | 3   | 1 | 1 | 1 | 4   | 2  | 1  | +1  |                           |
| 11  | Azerbeidzjan          | 3   | 1 | 1 | 1 | 4   | 2  | 3  | −1  |                           |
| 3   | België                | 3   | 1 | 0 | 2 | 3   | 6  | 6  | 0   |                           |
| 13  | Montenegro            | 3   | 1 | 0 | 2 | 3   | 5  | 5  | 0   |                           |
| 1   | Ierland               | 3   | 1 | 0 | 2 | 3   | 4  | 4  | 0   |                           |
| 6   | Finland               | 3   | 1 | 0 | 2 | 3   | 3  | 3  | 0   |                           |
| 4   | Slovenië              | 3   | 1 | 0 | 2 | 3   | 3  | 3  | 0   |                           |
| 10  | Oostenrijk            | 3   | 1 | 0 | 2 | 3   | 2  | 4  | −2  |                           |
| 8   | Letland               | 3   | 1 | 0 | 2 | 3   | 2  | 4  | −2  |                           |
| 2   | Kazachstan            | 3   | 1 | 0 | 2 | 3   | 3  | 13 | −10 |                           |
| 12  | Bosnië en Herzegovina | 3   | 0 | 1 | 2 | 1   | 3  | 11 | −8  |                           |

## Eliteronde

### Groep 1
De wedstrijden werden gespeeld tussen 26 mei en 31 mei in Wit-Rusland.
| Pos | Team        | Wed | W | G | V | Ptn | DV | DT | +/− | Kwalificatie                     |   | ENG | BLR | POL | SRB |
| --- | ----------- | --- | - | - | - | --- | -- | -- | --- | -------------------------------- | - | --- | --- | --- | --- |
| 1   | Engeland    | 3   | 2 | 1 | 0 | 7   | 3  | 0  | +3  | Geplaatst voor het hoofdtoernooi |   | —   | 0–0 | 2–0 | 1–0 |
| 2   | Wit-Rusland | 3   | 1 | 1 | 1 | 4   | 1  | 4  | −3  |                                  |   | —   | —   | 1–0 | 0–4 |
| 3   | Polen       | 3   | 1 | 0 | 2 | 3   | 1  | 3  | −2  |                                  | — | —   | —   | 1–0 |     |
| 4   | Servië      | 3   | 1 | 0 | 2 | 3   | 4  | 2  | +2  |                                  | — | —   | —   | —   |     |

### Groep 2
De wedstrijden werden gespeeld tussen 19 mei en 24 mei in Hongarije.
| Pos | Team      | Wed | W | G | V | Ptn | DV | DT | +/− | Kwalificatie                     |   | HUN | POR | CYP | LTU |
| --- | --------- | --- | - | - | - | --- | -- | -- | --- | -------------------------------- | - | --- | --- | --- | --- |
| 1   | Hongarije | 3   | 2 | 1 | 0 | 7   | 5  | 3  | +2  | Geplaatst voor het hoofdtoernooi |   | —   | 1–0 | 2–1 | 2–2 |
| 2   | Portugal  | 3   | 2 | 0 | 1 | 6   | 8  | 2  | +6  |                                  |   | —   | —   | 5–0 | 3–1 |
| 3   | Cyprus    | 3   | 1 | 0 | 2 | 3   | 2  | 7  | −5  |                                  | — | —   | —   | 1–0 |     |
| 4   | Litouwen  | 3   | 0 | 1 | 2 | 1   | 3  | 6  | −3  |                                  | — | —   | —   | —   |     |

### Groep 3
De wedstrijden werden gespeeld tussen 27 april en 2 mei in Noorwegen.
| Pos | Team      | Wed | W | G | V | Ptn | DV | DT | +/− | Kwalificatie                     |   | BUL | ISL | NOR | ISR |
| --- | --------- | --- | - | - | - | --- | -- | -- | --- | -------------------------------- | - | --- | --- | --- | --- |
| 1   | Bulgarije | 3   | 3 | 0 | 0 | 9   | 5  | 1  | +4  | Geplaatst voor het hoofdtoernooi |   | —   | 1–0 | 2–0 | 1–0 |
| 2   | IJsland   | 3   | 2 | 0 | 1 | 6   | 5  | 4  | +1  |                                  |   | —   | —   | 3–2 | 1–0 |
| 3   | Noorwegen | 3   | 1 | 0 | 2 | 3   | 4  | 5  | −1  |                                  | — | —   | —   | 2–0 |     |
| 4   | Israël    | 3   | 0 | 0 | 3 | 0   | 0  | 4  | −4  |                                  | — | —   | —   | —   |     |

### Groep 4
De wedstrijden werden gespeeld tussen 22 mei en 27 mei in Slowakije.
| Pos | Team      | Wed | W | G | V | Ptn | DV | DT | +/− | Kwalificatie                     |   | GER | CRO | SVK | ALB |
| --- | --------- | --- | - | - | - | --- | -- | -- | --- | -------------------------------- | - | --- | --- | --- | --- |
| 1   | Duitsland | 3   | 2 | 1 | 0 | 7   | 9  | 4  | +5  | Geplaatst voor het hoofdtoernooi |   | —   | 2–2 | 5–2 | 2–0 |
| 2   | Kroatië   | 3   | 1 | 2 | 0 | 5   | 5  | 3  | +2  |                                  |   | —   | —   | 1–1 | 2–0 |
| 3   | Slowakije | 3   | 0 | 2 | 1 | 2   | 5  | 8  | −3  |                                  | — | —   | —   | 2–0 |     |
| 4   | Albanië   | 3   | 0 | 1 | 2 | 1   | 2  | 6  | −4  |                                  | — | —   | —   | —   |     |

### Groep 5
De wedstrijden werden gespeeld tussen 24 mei en 29 mei in Griekenland.
| Pos | Team        | Wed | W | G | V | Ptn | DV | DT | +/− | Kwalificatie                     |   | GRE | RUS | MDA | NED |
| --- | ----------- | --- | - | - | - | --- | -- | -- | --- | -------------------------------- | - | --- | --- | --- | --- |
| 1   | Griekenland | 3   | 2 | 0 | 1 | 6   | 6  | 4  | +2  | Geplaatst voor het hoofdtoernooi |   | —   | 3–1 | 1–2 | 2–1 |
| 2   | Rusland     | 3   | 1 | 1 | 1 | 4   | 5  | 6  | −1  |                                  |   | —   | —   | 2–1 | 2–2 |
| 3   | Moldavië    | 3   | 1 | 1 | 1 | 4   | 3  | 3  | 0   |                                  | — | —   | —   | 0–0 |     |
| 4   | Nederland   | 3   | 0 | 2 | 1 | 2   | 3  | 4  | −1  |                                  | — | —   | —   | —   |     |

### Groep 6
De wedstrijden werden gespeeld tussen 26 mei en 31 mei in Zwitserland.
| Pos | Team        | Wed | W | G | V | Ptn | DV | DT | +/− | Kwalificatie                     |   | ITA | FRA | SUI | SWE |
| --- | ----------- | --- | - | - | - | --- | -- | -- | --- | -------------------------------- | - | --- | --- | --- | --- |
| 1   | Italië      | 3   | 3 | 0 | 0 | 9   | 6  | 0  | +6  | Geplaatst voor het hoofdtoernooi |   | —   | 2–0 | 2–0 | 2–0 |
| 2   | Frankrijk   | 3   | 2 | 0 | 1 | 6   | 5  | 5  | 0   |                                  |   | —   | —   | 3–2 | 2–1 |
| 3   | Zwitserland | 3   | 1 | 0 | 2 | 3   | 6  | 6  | 0   |                                  | — | —   | —   | 4–1 |     |
| 4   | Zweden      | 3   | 0 | 0 | 3 | 0   | 2  | 8  | −6  |                                  | — | —   | —   | —   |     |

### Groep 7
De wedstrijden werden gespeeld tussen 22 mei en 27 mei in Armenië.
| Pos | Team     | Wed | W | G | V | Ptn | DV | DT | +/− | Kwalificatie                     |   | ESP | UKR | TUR | ARM |
| --- | -------- | --- | - | - | - | --- | -- | -- | --- | -------------------------------- | - | --- | --- | --- | --- |
| 1   | Spanje   | 3   | 3 | 0 | 0 | 9   | 10 | 3  | +7  | Geplaatst voor het hoofdtoernooi |   | —   | 3–1 | 3–0 | 4–2 |
| 2   | Oekraïne | 3   | 2 | 0 | 1 | 6   | 5  | 3  | +2  |                                  |   | —   | —   | 3–0 | 1–0 |
| 3   | Turkije  | 3   | 1 | 0 | 2 | 3   | 2  | 7  | −5  |                                  | — | —   | —   | 2–1 |     |
| 4   | Armenië  | 3   | 0 | 0 | 3 | 0   | 3  | 7  | −4  |                                  | — | —   | —   | —   |     |